# Махмуд Гаван
Махмуд Гаван (*1411  —1481) — державний, військовий діяч, письменник, поет часів Бахманідського султанату. Сприяв розширенню й піднесенню держави.

## Життєпис
Походив з Персії. Народився у селі Гаван в області Гілянь. Його справжнє ім'я Ходжа Імад-ед-Дін Махмуд Гіляні. Здобув гарну освіту, був обізнаний з ісламського богослов'я, математики. У 1444 році прибув з Персії до Бідара (столиці Бахманідів). Згодом привернув увагу султана Ахмада II, який доручив Гавану придушення повстання Джалал-хана, що було успішно здійснено.
За часи панування султана Хумаюна Салім-шаха здобув нове визнання, у 1458 році володар призначив Махмуда Гавана першим міністром з титулом малік аль-Туджар. Згодом був вчителем старшого сина останнього, який у 1461 році став новим султаном як Ахмад III. З огляду на малий вік останнього Махмуд Гаван очолив ренегатську раду.
Під його безпосереднім керівництвом військо султана зазнала серйозних змін. Вона стала більш схожою на регулярну. Водночас поліпшилася її організаційна структура, було налагоджено навчання вояків, а також численних бойових слонів. При Махмуді Гавані багато воєначальників стало призначатися не за ознакою належності до знаті, а за військові таланти й звитяги. Особливою турботою першого міністра було озброєння вояків, створення його запасів. Став першим, хто став впроваджувати в індійських війська вогнепальну зброю. Згодом наказав налагодити виробництво пороху.
У 1461 році з успіхом відбив напади ворогів — махараджи Капілашвари з Орісси та Махмуд-шаха I, султана Мальви. завдяки цьому авторитет й вплив Гаван ще більше піднявся. Втім намагався дотримуватися рівноваги між різними фракціями при дворі: афік (персів), дехкане (місцевих) та хабші (африканців).
У 1463 році після смерті Ахмада III й сходження на трон його брата Мухаммеда III Махмуд Гаван зберіг свій вплив, а у 1466 році за допомогою матері султана знищив свого суперника при дворі Ходжу-і-Джахан Тюрка. Слідом за цим Гаван отримав титул Ходжа-Джахан.
Мухаммед III дозволив своєму першому міністру ходити в будь-які походи, які обіцяли державі розширення її володінь і багату військову здобич. Задля забезпечення кордонів на півночі Махмуд Гаван уклав мирний договір з Малавським султанатом. Після цього звернувся на західні землі. До 1469 року Махмуд Гаван підкорив індуські князівства (насамперед Сангамешвара) на узбережжі Камбейського затоки Аравійського моря — землі між Гуджаратом і Гоа. При цьому було знищено бази маратхських піратів Шанкар Рао, які грабували прочан до Мекки й мусульманських торговців. Після цього воїни підкорених князівств і вцілілі на війні бойові слони поповнили армію завойовника.
У 1470 році втрутився у боротьбу за владу в Оріссі, у 1471 році допоміг одному з претендентів — Джаджнагару — посісти трон. На дяку за це отримав міста Раджамандрі та Кондавіду.
У 1474—1476 роках здійснював численні заходи під час великої посухи, що спричинило голод в султанаті. Водночас багато зробив для розбудови й прикрашення Бідара — столиці султанату. За його наказом збудовано велике медрасе, де навчали богослов'я, математики, філософії, різних практичних наук. Водночас було проведено адміністративну реформу, за якою султанат поділено на 8 тарафів (провінцій), намісники яких безпосередньо підпорядковувалися султанові. Водночас в найважливіші фортеці призначалися кіладари (військові очільники), які також призначалися султанами. Цими діями було суттєво обмежено вплив місцевих феодалів, поліпшено центральне керування державним майном, військом. При цьому усі податки стали надходити відразу до султанської скарбниці, без втручання місцевої знаті.
Результатом добре продуманого походу 1475 року стало приєднання до султанату портового міста Гоа і прибережній області навколо нього. Завоювання цього міста дало здобич та значні портові збори з Гоа.
1478 року Махмуд Гаван рушив в похід на північний схід від держави Бахманідів. Він розгромив індуську державу Оріссу — давнього противника султанату і завоював велику частину узбережжя Бенгальської затоки на північ від річки Годаварі. Тоді ж зверхність Бахмані визнав Аділ-хан Фарукі, султан Хадешу. Завдяки цим успіхам Бахманідський султанат став одним з найсильніших держав Декану.
Разом з тим такі успіхи викликали заздрість султанського почту, особливо. Найнебезпечнішим було те, що в їх числі виявилося чимало членів великої родини Мухаммеда III. Останній став побоюватися популярності свого першого міністра серед підданих, і перш за все серед вояків.
Гаван своєю чергою після перемоги над армією Орісси вирушив у новий похід проти держави Віджаянгар, в якому здобув нову перемогу, захопив міста Канчі та Канджеварам. Невдовзі після повернення до столиці султанату у 1481 році султан за надуманим звинуваченням у зраді на користь Пуруіксоттума, магараджахіраджи Гаджапаті, під час бенкету, сильно хильнувши, наказав стратити свого першого міністра. Втім через декілька днів султан пошкодував про своє рішення й наказав поховати Гавана з пошаною. Після нього залишилася велика бібліотека, що нараховувала 3 тис. сувоїв.

## Творчість
Знаний як поет та прозаїк, що складав твори перською мовою. Втім з його творів збереглося замало. Насамперед відомо про працю «Маназір ан-інша і Ріяд аль-інша», що являє збірку записів та листів Гавана, де міститься важлива інформація стосовно історії держав Декану. Інші празі називалися «Кваед-аланша» і Мунша'ат («Споруди»).
Від поетичної спадщини Махмуда Гавана нічого не залишилося.